# Салех ас-Самад
Салех Али аль-Самад (араб. صالح علي الصماد‎; 1 января 1979, Саада, ЙАР — 19 апреля 2018) — йеменский политический деятель из движения «Ансар Аллах». В сентябре 2014 года он был назначен политическим советником президента Абд Раббу Мансура Хади. По состоянию на февраль 2015 года он значился как «старший лидер „Ансар Аллах“ в Сане». С 14 августа 2016 года по 19 апреля 2018 года возглавлял Верховный Политический Совет Йемена, фактически являлся главой государства.

## Карьера
Аль-Самад принял примирительную позицию во время и после переворота 2014-15. В ноябре 2014 года после того, как представители движения «Ансар Аллах» вышли из «Правительства национального единства» Йемена, он высказался в поддержку Мансура Хади и поддержал кандидатуру Халеда Бахаха на должность премьер-министра. В феврале 2015 года он рассказал, что «Ансар Аллах» надеется на нормальные отношения с Соединёнными Штатами и другими странами.
6 августа 2016 года он стал председателем Верховного Политического Совета и был приведен к присяге 14 августа. Фактически стал главой государства.

## Смерть
23 апреля 2018 года стало известно, что аль-Самад был убит ударом ВВС саудовской коалиции 19 апреля. Лидер движения «Ансар Аллах» Абдель Малик аль-Хуси пообещал наказать причастных к гибели главы Верховного политического совета и возложил ответственность за удар на США и Саудовскую Аравию. Генеральный секретарь ООН Антониу Гутерриш также решительно осудил Саудовскую Аравию.

## Факты
- Салех ас-Самад был одним из самых молодых руководителей глав государств и правительств в современном мире.